# Elatostema napoense
Elatostema napoense es una especie de planta del género Elatostema, perteneciente a la familia Urticaceae.

## Taxonomía
Elatostema napoense fue descrita por Wen Tsai Wang en 1982.

## Distribución
Se encuentra en el territorio sudeste de China.